# Episinus taprobanicus
Episinus taprobanicus là một loài nhện trong họ Theridiidae.
Loài này thuộc chi Episinus. Episinus taprobanicus được Eugène Simon miêu tả năm 1895.